# Citroën C2
De Citroën C2 is een kleine personenauto die van 2003 tot 2010 werd geproduceerd door Citroën. De C2 en de iets grotere Citroën C3 vervingen samen de Citroën Saxo.
Anno 2008 was de C2 leverbaar in 5 uitvoeringen: Séduction, Caractère, VTR, VTS en tijdelijk als Image.
De VTR en VTS waren de sportmodellen; deze werden gekenmerkt door een hardere vering en een ander interieur.
In 2010 heeft de C2 in Europa een opvolger gekregen: de DS3.
Sinds vele jaren begeeft Citroën zich op de rallyparcours en met de komst van de C2 was dat niet anders. Zo heeft men de C2 Super 1600 ontworpen. Deze wagen had een vermogen van 225 pk bij een gewicht van amper 1000 kg.
In China wordt onder de naam Citroën C2 de Peugeot 206 verkocht, de Dongfeng Citroën C2.

## Motoren
| Motor         | pk    |
| ------------- | ----- |
| 1,1 l         | 61    |
| 1,4 l HDI     | 68    |
| 1,4 l         | 75/90 |
| 1,6 l VTR     | 110   |
| 1,6 l GT      | 110   |
| 1,6 l HDI VTS | 110   |
| 1,6 l VTS     | 125   |